# Viaggiatore sulla coda del tempo
Viaggiatore sulla coda del tempo, pubblicato nel 1999, è un album di Claudio Baglioni che conclude la trilogia del tempo dove Oltre rappresenta il passato, Io sono qui il presente e Viaggiatore sulla coda del tempo il futuro.
Considerato uno tra i progetti più ambiziosi, complessi e colti dell’intera opera discografica del musicista, segna il passaggio del millennio attraverso un viaggio tra spazio e tempo di un viaggiatore.

Baglioni nel 2000

L'album ha venduto oltre 600 000 copie solamente nel primo mese.

## Genesi
Siamo alla vigilia di un triplice, importante, passaggio: in un'unica notte (il 31 dicembre del ’99), infatti, cambieranno anno, secolo e millennio. Una data dalla fortissima portata evocativa, nell’approssimarsi della quale Baglioni si sente spinto a indagare in profondità il rapporto dell’uomo con se stesso e, soprattutto, con il tempo oltre a quell’equilibrio, mai facile da individuare e sempre precario, tra passato, presente e futuro. Un concept album, che descrive l’intera parabola di un viaggio attraverso il tempo, alla ricerca di sé. Un viaggio partendo per il quale ci viene chiesto di non confondere il percorso con la meta e di non preoccuparsi del fatto di “non sapere bene dove andare”.
“Meno si sa più si va lontano”, spiega il Viaggiatore. L’obiettivo, infatti, non è arrivare, ma viaggiare.

## Significato del concept
L’album si sviluppa attorno alla figura del “Viaggiatore”, un uomo comune sospeso tra il desiderio di partire e la paura di abbandonare ciò che conosce. Il viaggio non è inteso come una meta da raggiungere, ma come un’esperienza di scoperta e riflessione. Il Viaggiatore rappresenta ogni individuo, immerso in un flusso temporale in cui il passato richiama, il presente sfugge e il futuro resta incerto. La narrazione inizia con un momento di esitazione, simbolizzato dal viaggiatore intrappolato in un hangar segnato dalla paura di non potersi tirare fuori dalla periferia nella quale si sente confinato che lo spinge a partire.
Il viaggio diventa una continua rincorsa di un tempo che non si può afferrare: il Viaggiatore si accorge che, anche tornando al punto di partenza, tutto sarà cambiato. Il concetto è espresso nella metafora della coda del tempo: possiamo solo seguirlo, mai dominarlo.
Musicalmente, l’album fonde elementi classici e moderni, con arrangiamenti raffinati che mescolano strumenti acustici ed elettronici. Le orchestrazioni di Paolo Gianolio e Corrado Rustici creano atmosfere evocative, mentre il tema del tempo viene reso anche attraverso simboli musicali, come un orologio il cui quadrante è formato dalle dodici note di una tastiera.
La confezione dell’album è ricca di riferimenti artistici: la copertina si ispira al San Girolamo nel suo studio di Antonello da Messina e alla Camera di Arles di Van Gogh, raffigurando una stanza che, una volta tolta la sovracopertina trasparente, diventa vuota, suggerendo la solitudine del viaggio interiore.
L’album si sviluppa attraverso dodici tracce, ognuna rappresentando una tappa del viaggio. Si parte con Hangar, in cui il Viaggiatore è intrappolato nell’attesa della partenza. Il ricordo di un palloncino perso da bambino – immagine di un distacco doloroso – lo spinge a lasciare ciò che conosce. Un mondo a forma di te esprime il desiderio di trovare un luogo ideale, mentre Si io sarò è la ricerca di un punto da raggiungere, di un volo da spiccare. Il Viaggiatore cerca di mantenere un contatto con Domani, la donna che ha lasciato, e in Stai su si aggrappa all’idea che, se vedono la stessa luna, forse non sono così distanti. Caravan riflette sul peso del passato, di quel che ci identifica in quanto uomini e delle cose materiali: crediamo di possederle, ma sono loro a possedere noi in quanto ci definiscono. Mal d’universo esplora il fascino della scoperta e la vertigine dell’infinito, il rapporto tra l’uomo, che cerca un senso a tutto, e l’universo sconfinato governato dal caos, mentre Chi c’è in ascolto è il desiderio di comunicazione in un’epoca iperconnessa ma paradossalmente isolante con un dualismo tra l’universo e il mondo di internet.
Il viaggio porta anche a un bilancio esistenziale: Opere e omissioni è il momento del bilancio, della resa dei conti interiore, in cui il Viaggiatore si guarda indietro e si chiede chi sia stato davvero.
Il Viaggiatore si chiede chi sia stato veramente: un uomo giusto o solo un opportunista? Quanto tempo ho segna la crisi definitiva: il tempo è inarrestabile, il viaggio è senza ritorno ed è logorato dal dubbio di quanto tempo manca per la sua buona uscita. In A Domani, il protagonista si rende conto che il suo amore, Domani appunto figura di riferimento del disco che incarna in una figura misteriosa femminile il desiderio di domare il tempo, è ormai irraggiungibile: mentre lui è rimasto lo stesso, Domani è cambiata, trasformandosi in Ieri. Il tempo ha vinto e il Viaggiatore si trova da solo con la sensazione di essere partito a vuoto. Cuore di aliante è il brano più emblematico del disco e rappresenta il momento in cui il Viaggiatore prende coscienza della natura ciclica dell’esistenza. È un pezzo che racchiude in sé sia il senso del viaggio sia l’illusione del cambiamento, mostrando come il tempo, pur sembrando portarci verso qualcosa di nuovo, in realtà ci accompagna solo in un'altra fase della nostra vita, senza veri punti di arrivo, il Viaggiatore dunque capisce che basta “restare qua” nel suo mondo per comprendere il tempo, non bisogna abbattersi ad esso quindi ma è possibile batterlo a tempo sul tempo che va, quindi vivendolo senza sfidarlo. Il ritornello “sarà una nuova età o solo un'altra età” sancisce che nulla è veramente nuovo e tutto è destinato a ripetersi.
Il disco si conclude con A Clà, brano autobiografico in cui il Viaggiatore incontra il bambino che era un tempo. Capisce di aver sbagliato cercando di trattenere il palloncino: i sogni non possono essere imprigionati, devono essere lasciati liberi di volare. Solo così potranno tornare sotto altre forme, in altri momenti della vita.
In conclusione, Viaggiatore sulla coda del tempo è un’opera profonda e visionaria tanto quanto raffinata, in cui Baglioni intreccia musica, filosofia e introspezione per raccontare il nostro eterno confronto con il tempo. È un disco che invita non a trovare risposte definitive, ma a continuare il viaggio, accettando l’incertezza e la bellezza dell’ignoto.

## Promozione

Baglioni nell'aeroporto di Catania per la promozione del disco

Per promuovere il disco Baglioni, insieme ai manager e i musicisti, tiene dei mini raduni con stampa e fan negli Hangar di quattro aeroporti; Milano, Firenze, Napoli e Catania. Tutti visitati nell’arco di una giornata. Il singolo Cuore di aliante raggiunge la vetta delle classifiche radiofoniche nel paese oltre ad essere usato da Vodafone - al tempo Omnitel - come sigla per i propri spot.

## Tracce
Testi e musiche di Claudio Baglioni.
1. Hangar – 5:29
2. Un mondo a forma di te – 5:58
3. Si io sarò – 5:27
4. Stai su – 4:43
5. Caravan – 5:53
6. Mal d'universo – 6:17
7. Chi c'è in ascolto – 5:08
8. Opere e omissioni – 5:10
9. Quanto tempo ho – 4:57
10. A domani – 3:59
11. Cuore di aliante – 5:22
12. A Clà – 5:59

## Formazione
- Claudio Baglioni - voce, pianoforte e tastiera
- Corrado Rustici - chitarra, programmazione e tastiera
- Paolo Gianolio - chitarra, programmazione, basso e tastiera
- Gavin Harrison, Steve Smith - batteria
- Luciano Luisi - pianoforte e sintetizzatore
- Benny Rietveld - basso
- Luca Rustici - programmazione
- Lola Feghaly, Antonella Pepe, Moreno Ferrara, Silvio Pozzoli - cori

## Classifiche

### Classifiche settimanali
| Classifica (1999) | Posizione massima |
| ----------------- | ----------------- |
| Europa            | 26                |
| Italia            | 1                 |

### Classifiche di fine anno
| Classifica (1999) | Posizione |
| ----------------- | --------- |
| Italia            | 8         |